# Maďarsko-československá válka
Maďarsko-československá válka, též válka o Slovensko, (maďarsky északi hadjárat) byl válečný konflikt mezi Československem a Rumunskem na jedné straně a Maďarskem na straně druhé, probíhající v rámci širšího střetu, zahrnujícího i boj o Sedmihradsko a Podkarpatskou Rus. Trvala od roku 1918 až do srpna 1919.

## Události od října 1918 do ledna 1919
28. října 1918 byl vyhlášen samostatný československý stát. Součástí Československa mělo být území Slovenska (tehdy Horních Uher), které dosud náleželo Maďarsku. Počátkem listopadu 1918 začalo docházet ke střetům mezi Maďary a československými vojenskými jednotkami. 2. prosince však francouzský podplukovník Ferdinand Vix, který byl přednostou vojenské mise Dohody v Budapešti, upozornil Maďarsko, že československá armáda byla uznána za součást dohodového vojska. Též upozornil na to, že Slovensko je součástí Československé republiky, která má právo vojensky obsadit území Slovenska a Maďarsko má povinnost odtud svá vojska stáhnout.

### Vznik Holíčské a Trenčanské skupiny
Obsazení Slovenska bylo dáno na starost pro tento účel vzniklému Velitelství operujících československých vojsk na Slovensku, do jehož čela byl postaven generál Josef Štika. Jeho pravomoci podléhaly především dobrovolnické jednotky tvořené z velké části Sokoly, posádkami českých pluků a posilovaly je postupně útvary vracející se z fronty. Většina sil však byla v té době vázána vojenským zajišťováním pohraničí, kde německá menšina vyhlásila samostatné provincie Deutschböhmen, Sudetenland, Böhmerwald a Deutschsüdmähren.
2. listopadu 1918 vstoupil na Slovensko prapor pod velením nadporučíka Bauera; prapor byl součástí 25. střeleckého pluku. Důvodem byla žádost obecních zástupitelů z Hodonína, kteří měli obavy z loupeživých nájezdů různých ozbrojených skupin. Současně přišla žádost z Holíče o ochranu před maďarskou mocí. Pro tento účel byla z tohoto praporu vyčleněna jednotka 120 dobrovolníků pod vedením nadporučíka Ripky; jednotka byla později nazvána Holíčskou skupinou. Tato jednotka  pronikla přes Gbely do Malacek. Maďarský župan v Bratislavě reagoval protestem proti vstupu československého vojska na Slovensko a vysláním vlaku ozbrojených námořníků do Malacek; tato maďarská, resp. uherská, jednotka o síle přibližně 70 mužů dne 6. listopadu 1918 dorazila do Malacek, ale byla nucena odjet s nepořízenou.
8. listopadu 1918 byla vyjednána mezi nadporučíkem Ripkou a maďarským majorem Brandstätterem dočasná demarkační linie, vedoucí od Devínské Nové Vsi na Malinský vrch a dále na Malé Karpaty a zůstala platnou až do konce roku 1918. Ripka proto dostal posily, čímž se jeho síly rozrostly na 500 mužů a v návaznosti na dohodu obsadil území až ke Stupavě a k Devínskému Jazeru.
9. listopadu 1918 obsadil podplukovník Hanačík se sto dvaceti muži Trnavu, což se nelíbilo maďarskému županovi v Bratislavě, proto vyslal do Trnavy jednotky vedené nadporučíkem Heltayem. Navíc v Trnavě Maďaři vytvořili ozbrojenou gardu, která měla za úkol vytlačit Čechoslováky z města. Hanačík musel ustoupit do Senice, kde ho podpořily dvě pěší roty pod velením nadporučíka Bezruka. Maďaři byli nakonec poraženi a Trnava se ocitla znovu v československých rukou. 17. listopadu 1918 byla u Senice rozprášena další maďarská jednotka. Téhož dne převzal velení nad skupinou podplukovník Verich.
V době obsazení úseku u Malacek a Trnavy řádily v oblasti Trenčína a povodí Váhu ozbrojené skupiny, které mohly proniknout na Moravu, proto sem byl vyslán I. prapor 1. dobrovolnického pluku pod velením kapitána Římka s úkolem zajistit dané území v okolí Vlárského průsmyku a udržet pořádek. Římek úkol splnil, navíc 10. listopadu obsadil Trenčín a poté hlavní opěrné body v Pováží.
Protože v Žilině byly maďarské jednotky, které částečně Římka ohrožovaly, vyslalo sem české velitelství další jednotky, jimž velel kapitán Kurz, který 12. listopadu 1918 bez boje obsadil Žilinu a chystal se postupovat na Ružomberok, což bylo zmařeno poškozením mostu u Kralovan.
13. listopadu 1918 obsadily české útvary Turany, ale o dva dny později bylo město dobyto zpět maďarským obrněným vlakem. Maďaři poté obsadili Vrútky a donutili Čechoslováky ustoupit na severním břehu Váhu směrem na Žilinu. Maďarský vlak nakonec zastavil poručík Viesner tím, že proti němu pustil lokomotivu plnou parou. Kapitán Kurz však 16. listopadu ustoupil do Ostravy.
Mezitím na Slovensko dorazila I. rota československých námořníků, která zaujala obranu u Púchova a Zem. Kotešové. Také dorazil na Slovensko III. prapor 1. dobrovolnického pluku a I. prapor 2. dobrovolnického pluku a 30. listopadu obsadil Piešťany a Hlohovec. Tím vznikla Trenčínská skupina, jejíž velení převzal 18. listopadu 1918 podplukovník Šembera.

#### Velení získává plukovník Schöbl
25. listopadu 1918 byl generál Štika nahrazen plukovníkem Františkem Schöblem, téhož dne také byla válečnou radou určena nová prozatímní demarkační linie: Bratislava – severní břeh Dunaje – podél Ipeľu – Pinciná – ústí Uhu do Laborce – podél Uhu – Užocký průsmyk. Schöbl částečně reorganizoval své jednotky a zřídil záložní sklady výstroje a výzbroje u Uherského Hradiště.
Schöbl se rozhodl obsadit Nitranské údolí a Nížinu čímž by se Holíčská a Trenčínská skupina spojila. Tato operace měla začít 6. prosince 1918. Již 4. prosince však došlo k prvním bojům, když maďarské jednotky napadly neúspěšně Hlohovec. 5. prosince došlo na úseku I. námořní roty u Zem. Kotěšové k boji s maďarskou posádkou Žiliny. Maďaři v něm utrpěli těžkou porážku a ustoupili z Žiliny, kterou obsadily československé jednotky. 6. prosince maďarské jednotky znovu zaútočily na Hlohovec a opět byli donuceni k ústupu. 7. prosince přišly do Hlohovce další české posily, které do 10. prosince obsadily města Sereď, Modra a Pezinok.
Schöbl poté vyslal 1. dobrovolecký pluk, jemuž velel major Pirník, aby zajistil okolí Nitry. 11. prosince byla Nitra obsazena. Maďarské jednotky ustoupiliy do Nových Zámků.
Po těchto úspěších chtěl Schöbl zajistit východní Slovensko, kde bylo jádro promaďarských sil na Slovensku a vznikla zde i Slovenská ľudová republika. Navíc hrozilo že Polsko vojensky obsadí oblasti Spiše a Oravy.

### Obsazení Slovenska

#### Obsazení východního Slovenska
Na obsazení východního Slovenska vyčlenil Schöbl 6 pěších praporů, 1 a půl dělostřelecké baterie, polovinu eskadrony 7. jezdeckého pluku a obrněný vlak. Velením této skupiny byl pověřen podplukovník Hrbenský. Ostatní jednotky, jež měl k dispozici, nechal pod velením pplk. Šembery k obraně dosud zajištěného území.
Hrbenský vyslal při postupu na východ napřed obrněný vlak, který 15. prosince 1918 obsadil Poprad. Další den zbytek skupiny obsadil Spišskou Novou Ves. 17. prosince se jeden prapor střetl s polskými jednotkami u Kežmarku a donutil je ustoupit, přesto se Hrbenský domluvil s polskou stranou na prozatímní demarkační linii Lomnický štít – Magura – Stará Ľubovňa.
Při dalším postupu byl obsazen 22. prosince 1918 Zvolen a 23. prosince Banská Štiavnica a Banská Bystrica. V den, kdy se do vlasti vrátil prezident Masaryk, došlo u Popradu k boji mezi I. praporem Gardy slovenskej slobody a praporem polské armády. Tento střet skončil ústupem Poláků, z nichž byli 4 zajati. Následně došlo k uzavření prozatímní demarkační čáry mezi Polskem a Československem, která byla později nahrazena jinou. Do 25. prosince 1918 bylo zajištěno celé Pováží a oblast až ke Spišské Nové Vsi.
Poté na východním Slovensku zbývalo obsadit jen Košice a Prešov, což dostala za úkol nově vytvořená skupina, jíž velel podplukovník Beran. Ten zahájil útočnou operaci na Košice a Prešov 28. prosince a ještě téhož dne obsadil Prešov. Košice byly obsazeny 29. prosince 1918, čímž zanikla Slovenská ľudová republika, která byl vyhlášená dne 11. prosince téhož roku pod záštitou Maďarska.

#### Ustanovení vrchního velení československého vojska na Slovensku
Začátkem roku 1919 bylo zřízeno vrchní velení československého vojska na Slovensku. Vrchním velitelem byl až do konce května 1919 náčelník Italské vojenské mise v ČSR – divizní generál Luigi Giuseppe Piccione.
Pro obsazení jižního Slovenska byl vybrán československý armádní legionářský sbor z Itálie. 30. prosince 1918 zahájil Piccione postup na Bratislavu. Československé jednotky se k ní probojovaly a ve dnech 1. ledna a 2. ledna 1919 ji obsadily.
V noci z 2. na 3. ledna obsadily Lučenec, 9. ledna bez boje Nové Zámky, 10. ledna Komárno. Do 11. ledna bylo od maďarské armády vyčištěno povodí Ipeľu přes Kováčovou, Bušince, Mikušovce k Pinciné.
Piccione se rozhodl že další postup povede jižním směrem, protože Pichonova linie přetínala na mnoha místech důležité železniční cesty.
16. ledna byl obsazen jižní břeh Ipeľu. Do 18. ledna byla ve východní části jižního Slovenska obsazena města a obce Perečín, Velký Berezný, Užok, Veľké Kapušany a Vojany. Do 20. ledna 1919 bylo pod československou kontrolou celé území Slovenska. Na poslední vojenský odpor se zmohly maďarské vojenské jednotky při Bitve o Komárno 1. května 1919. Ten byl však potlačen, což posílilo sebevědomí Československých vojenských jednotek a Slováků na území Slovenska.
V roce 1919 pak propukla válka s Maďarskem znovu.

## Události roku 1919
V dubnu 1919 proběhl v Maďarsku bolševický převrat. V nepřehledné situaci Rumunsko začalo obsazovat východ Maďarska a i území na jihu Podkarpatské Rusi, které mělo náležet Československu, československá armáda proto překročila demarkační čáru s Maďarskem a do 9. května obsadila Szécsény, Mónosbél, Miskolc, Sárospatak a Záhony. Když však Rumuni podepsali s Maďary příměří na řece Tise, ocitly se československé jednotky proti Maďarům osamocené a rozhodly se z Maďarska stáhnout. 9. května zahájila československá armáda útok proti Sálgotarjánu, strategickému městu, odkud mohli Maďaři ustupující Čechoslováky napadnout a obklíčit. Ofenzíva však byla maďarským protiútokem zastavena. 16. května byl vydán rozkaz k druhému útoku na Sálgotarján a Čechoslováci byli posíleni několika prapory. Rozkaz však nebylo možné provést z důvodu materiální, početní i morální převahy nepřítele a únavy českých vojáků. Československá ofenzíva proti území Maďarska, byť skončila naprostým debaklem, vytvořila záminku pro maďarskou protiinvazi na Slovensko.

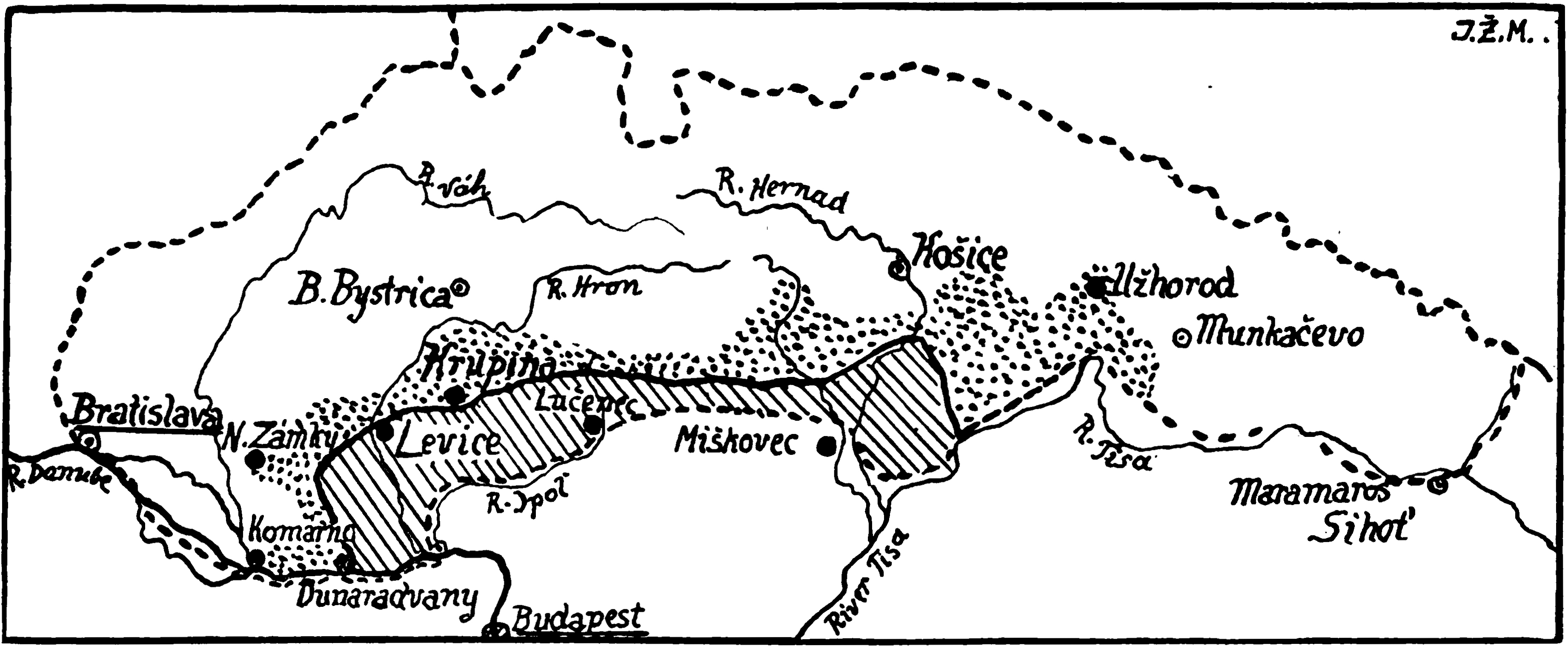
Stínované části označuji oblasti napadené Maďary, tečkované části označují oblasti s bolševickými nepokoji

Ofenzíva začala 30. května třemi proudy: přes Lučenec na Zvolen, přes Levicu na Báňskú Štiavnicu a podél Hornádu na Košice a Prešov, vždy podél železnice. Postupující pěchota tak mohla být kryta pancéřovými vlaky, jichž mělo Maďarsko k dispozici. Maďaři plánovali obsadit železniční trať Bratislava – Žilina – Košice, proniknout k hranicím s Polskem a rozpůlit československá vojska. Téměř všude Čechoslováci ustupovali před drtivou ofenzívou rudoarmějců. Ve dnech 1. a 2. června 1919 maďarské vojsko obsadilo Nové Zámky a Levice, 2. června maďarské jednotky obsadily Vráble a Zlaté Moravce, 5. června Krupinu, Detvu a Turňu, 6. června Baňskú Šťávnicu a Košice, 7. června Zvolen a Sečovce, 8. června Michalovce, 10. června obsadily Prešov a o den později Bardejov, 14. června dospěly k Polhoře a Dobišné.
Na Spiši vnikla na československé území polská armáda; v druhém červnovém týdnu roku 1919 přepadla Tatranskou Lomnici, což byl pokus o rozdělení československé armádu na dvě části. Do poloviny června 1919 maďarská armáda obsadila víc než dvě pětiny Slovenska. 16. června 1919 byla v Prešově za přítomnosti Bély Kuna vyhlášena komunistická Slovenská republika rad, což se po předchozím vyhlášení košické Slovenské ľudové republiky (Východoslovenské republiky) vykládalo jako další pokus o rozdělení Slováků.
Na počátku června 1919 se stal vrchním velitelem československé armády Maurice Pellé, který současně začal zastávat funkci vrchního velitele československého vojska na Slovensku. Velitelem Západní armádní skupiny, působící na západním a středním Slovensku, se stal generál Eugène Mittelhauser. Náčelníkem štábu Západní armádní skupiny se stal generál Louis-Eugène Faucher. Velení východní skupiny převzal generál Hennocque, přičemž košickému úseku velel generál Charborda a podkarpatskému úseku generál Destremeau.
12. června 1919 byla na mírové konferenci v Paříži stanovena konečná československo–maďarská hranice, jejíž vymezení pak bylo zahrnuto i do článku 27 Trianonské smlouvy.
Ve dnech 10. – 13. června 1919 proběhla bitva o Zvolen, kde 2. československé divizi velel Josef Šnejdárek. Maďarská armáda byla odražena a československé jednotky přešly do útoku. Na východě mezitím zahájil generál Paris neúspěšné protiútoky namířené proti Rožňavě a Michalovcím, čímž chtěl usnadnit znovudobytí Košic a Prešova. Maďarská armáda však jeho postup úspěšně zastavila. Na západě Slovenska byl postup maďarského vojska zastaven dvěma divizemi československých legionářů z Itálie. Dne 16. června 1919 se u Rožňavy odehrála bitva mezi československou armádou a maďarskou Rudou armádou. Československá armáda zde byla zastoupena 1. československým pěším dobrovolnickým plukem z Prahy, 21. plukem francouzských legií, 35. plukem italských legií a 2. praporem italské domobrany. Bitva skončila dobytím Rožňavy a zajetím štábu maďarského vojska. 19. června byla fronta stabilizována na linii Komárno – řeka Žitava – Rohoznice – 10 km východně od Bánské Štiavnice – 10 km jižně od Tisovce. 20. června se maďarská armáda pokusila o průlom u Nových Zámků, byla však po krvavé bitvě odražena. Na 26. června byl naplánován mohutný československý protiútok. Dne 23. června však bylo podepsáno příměří; stažení maďarských vojsk trvalo do 7. července, kdy Slovenská republika rad přestala existovat a kdy území, které kontrolovala, bylo obsazeno československým vojskem a kdy její vláda odešla do exilu v Maďarsku.
Porážka Maďarské republiky rad, Slovenské republiky rad a rumunská okupace Budapešti v srpnu 1919 ukončila válku. Rumunská vojska se stáhla z okupovaného území v březnu 1920. V této válce Československo získalo kontrolu nad územím Slovenska, které před válkou bylo součástí Uherska.
Ve finální fázi války na obou stranách stálo více než 120 tisíc vojáků. Do československého vojska se hlásili dobrovolníci a na Slovensku vznikly slovenské dobrovolnické jednotky – Jánošíkova družina, Zbor turčianských dobrovoľníkov, Dobrovoľnická družina Slovákov, Tisovskí dobrovoľníci. Slovenští dobrovolníci se hlásili hlavně ze severních slovenských žup – bojovali zejména v bojích o Zvolen, Banskou Bystrici a Košice. Podle historika Zdeňka Kárníka 90 padlých vojáků na straně československého vojska pocházelo ze Slovenska a z Podkarpatské Rusi; 895 padlých vojáků (z toho 640 dobrovolníků) pocházelo z Česka.

## Galerie

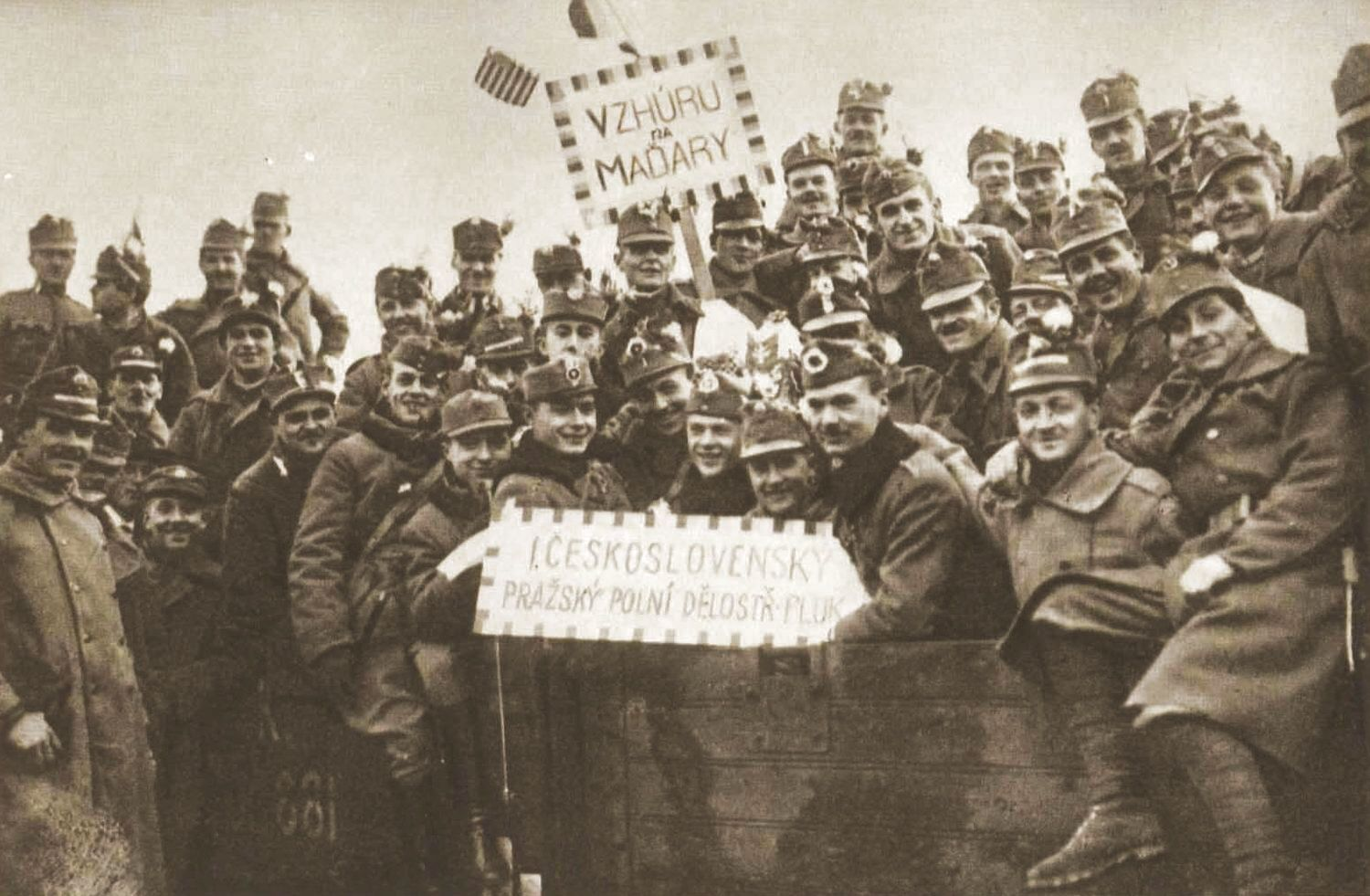
1. čs. dělostřelecký pluk odjíždí na maďarskou frontu
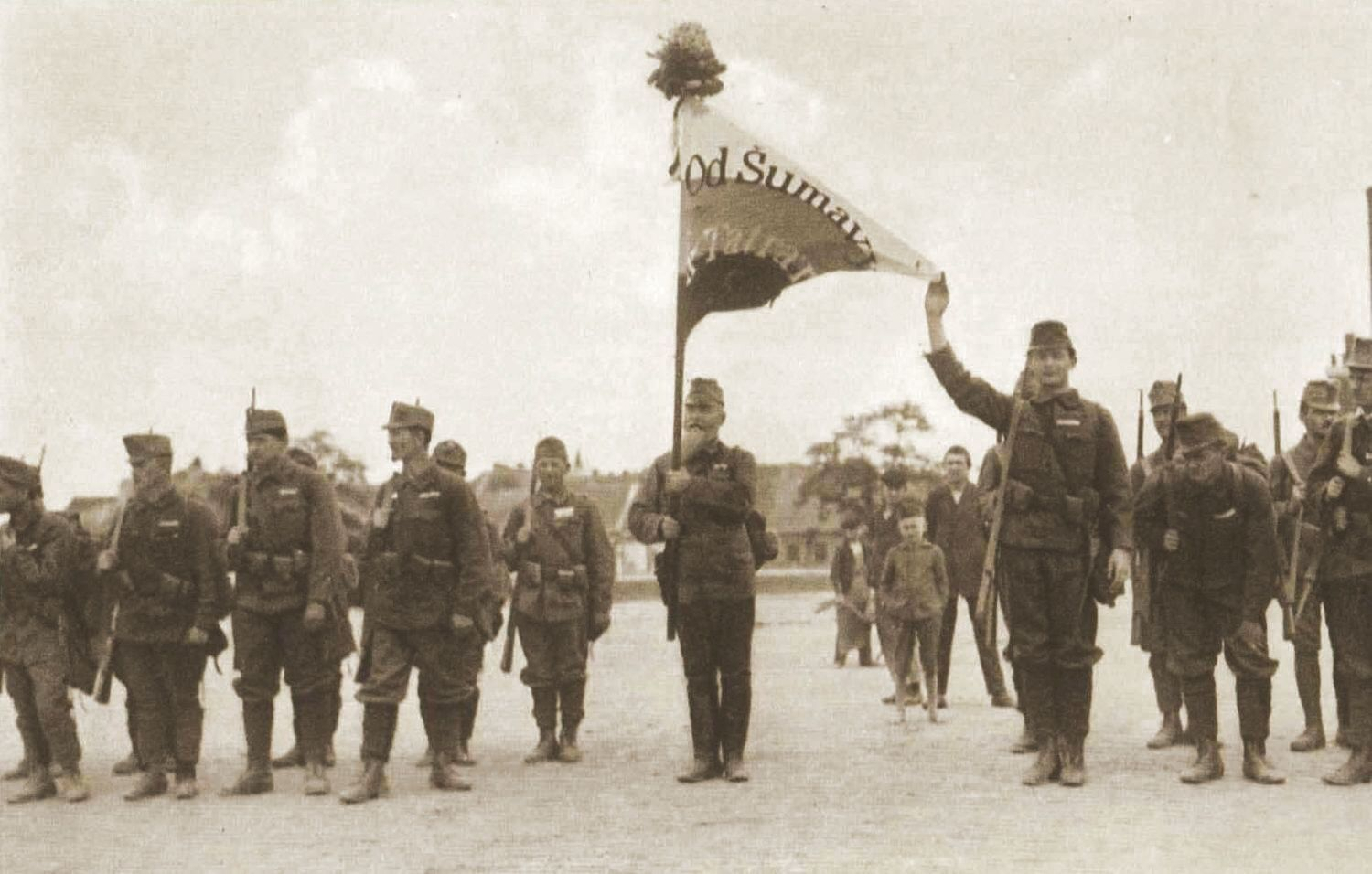
Čs. domácí vojsko se zástavou v Bratislavě
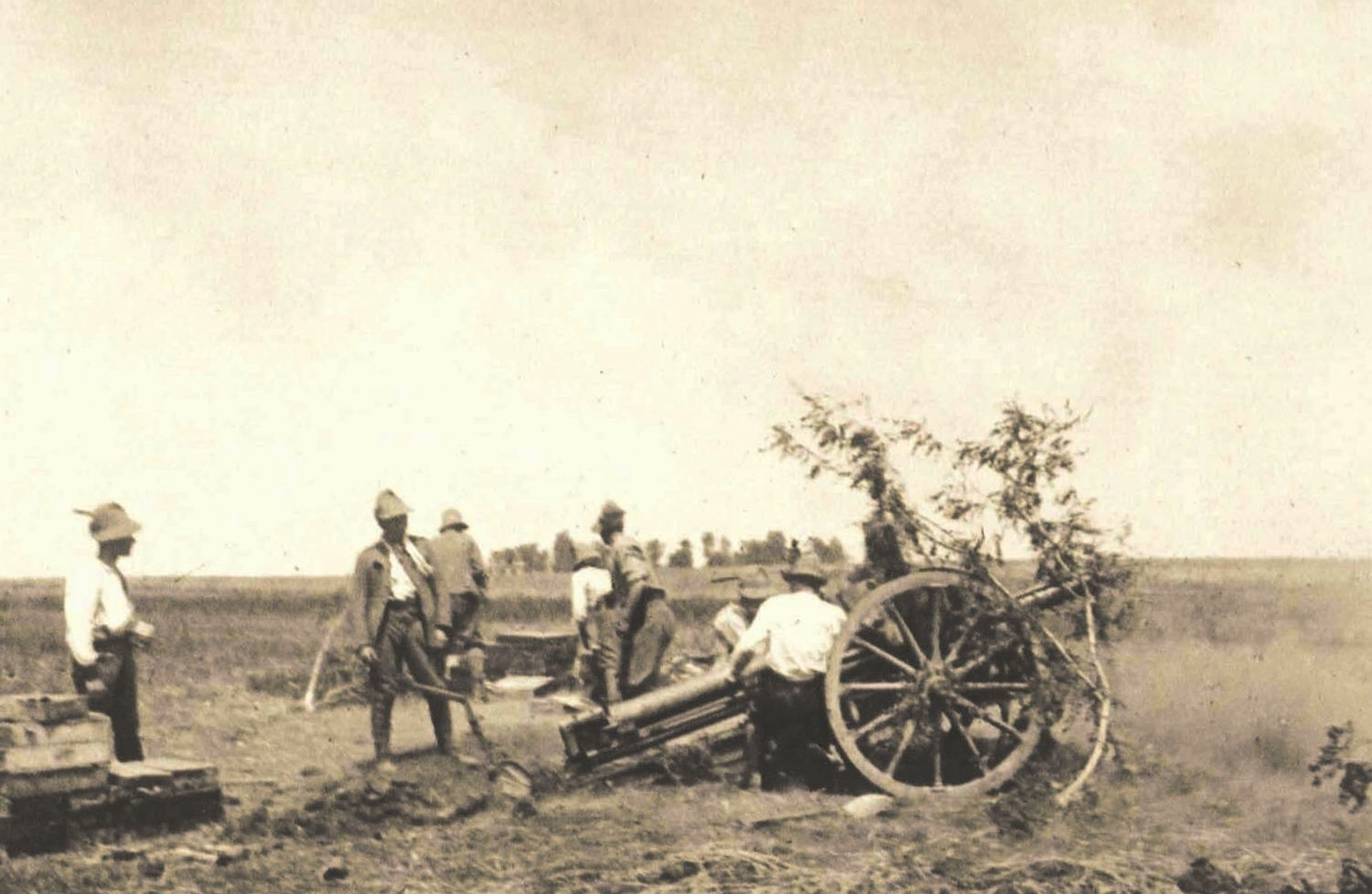
Čs. dělostřelectvo ostřeluje maďarské pozice na jižním Slovensku
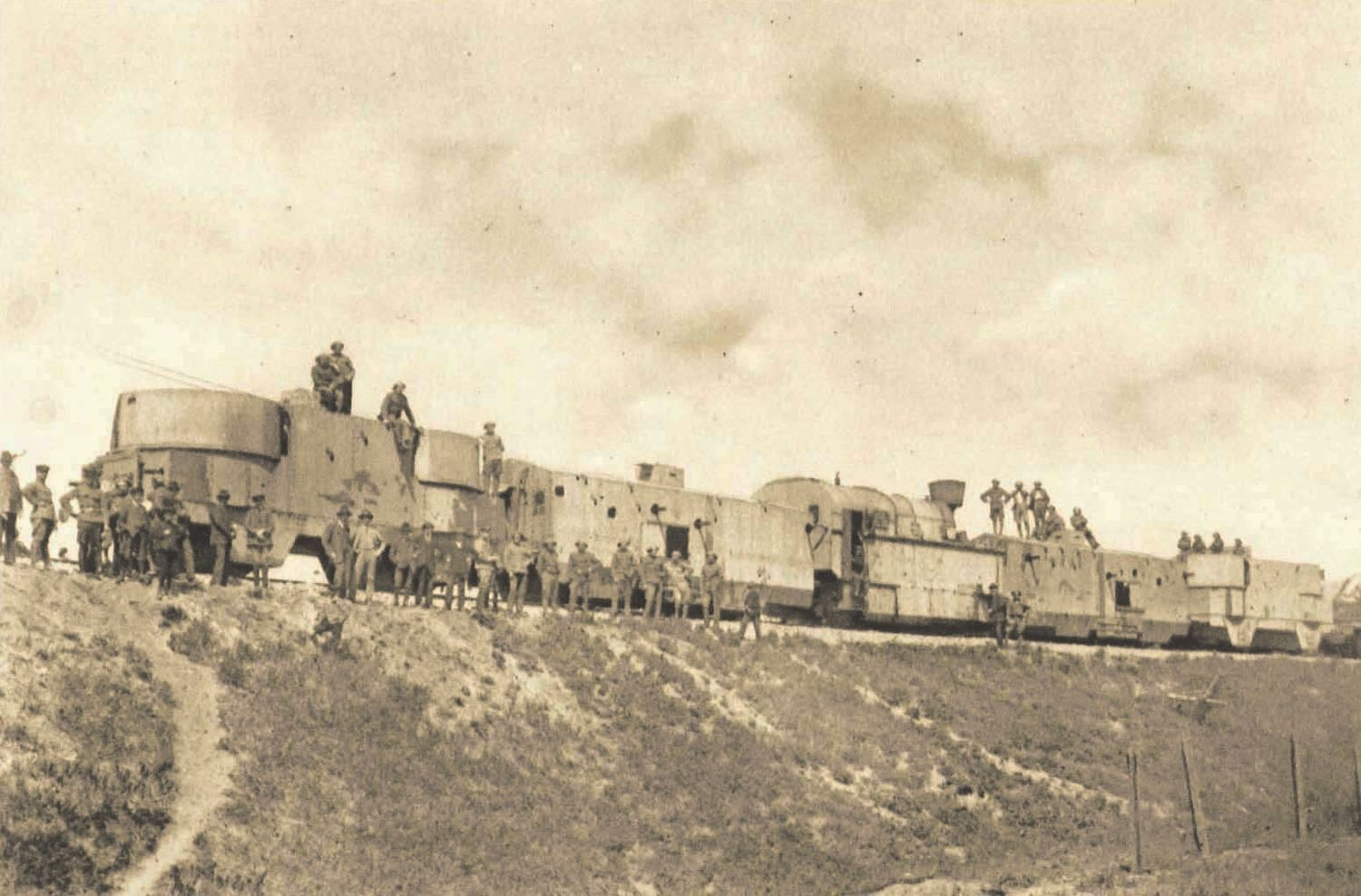
Čs. pancéřový vlak na Slovensku
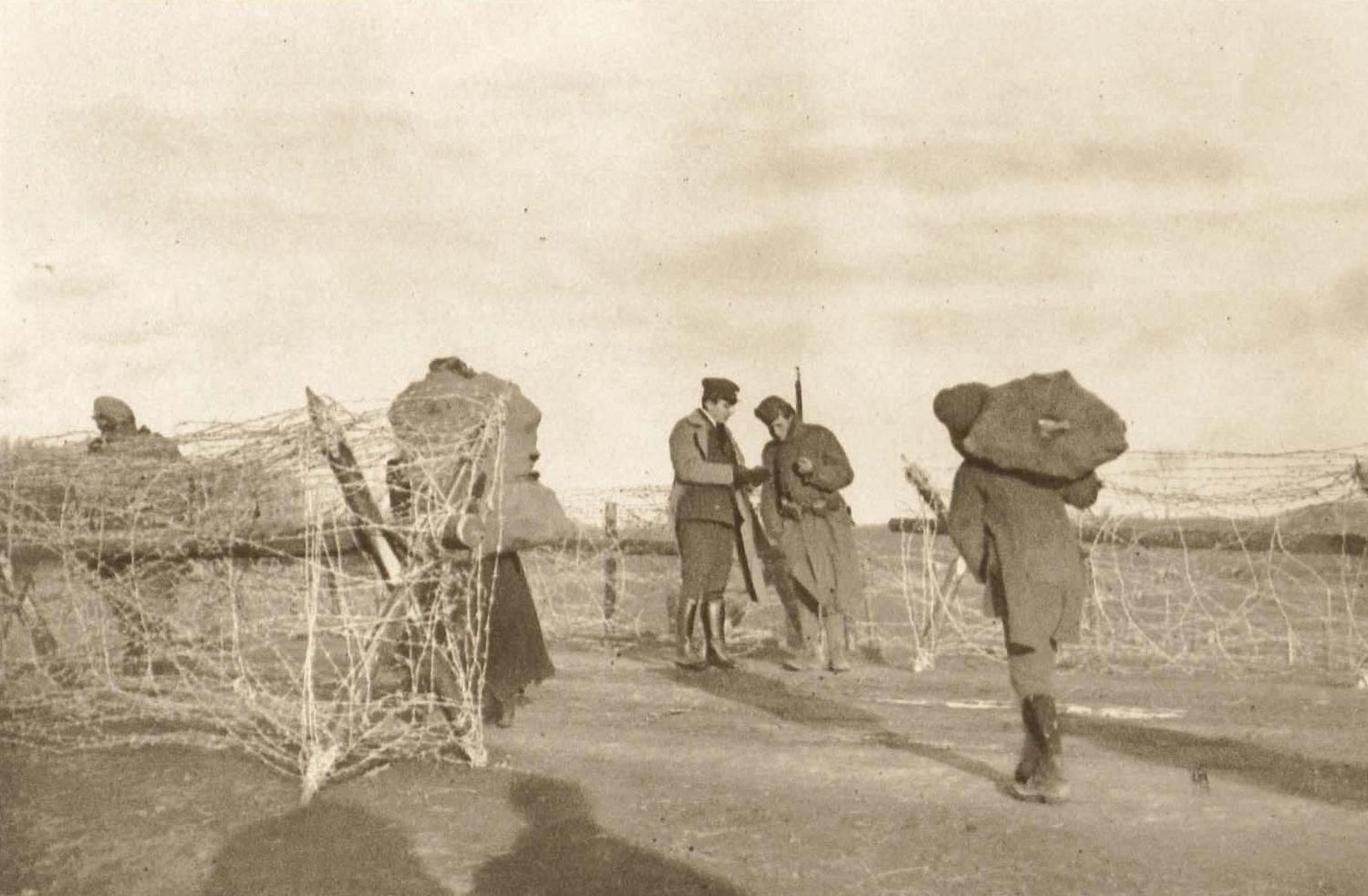
Čs. první linie v bojích na jižním Slovensku
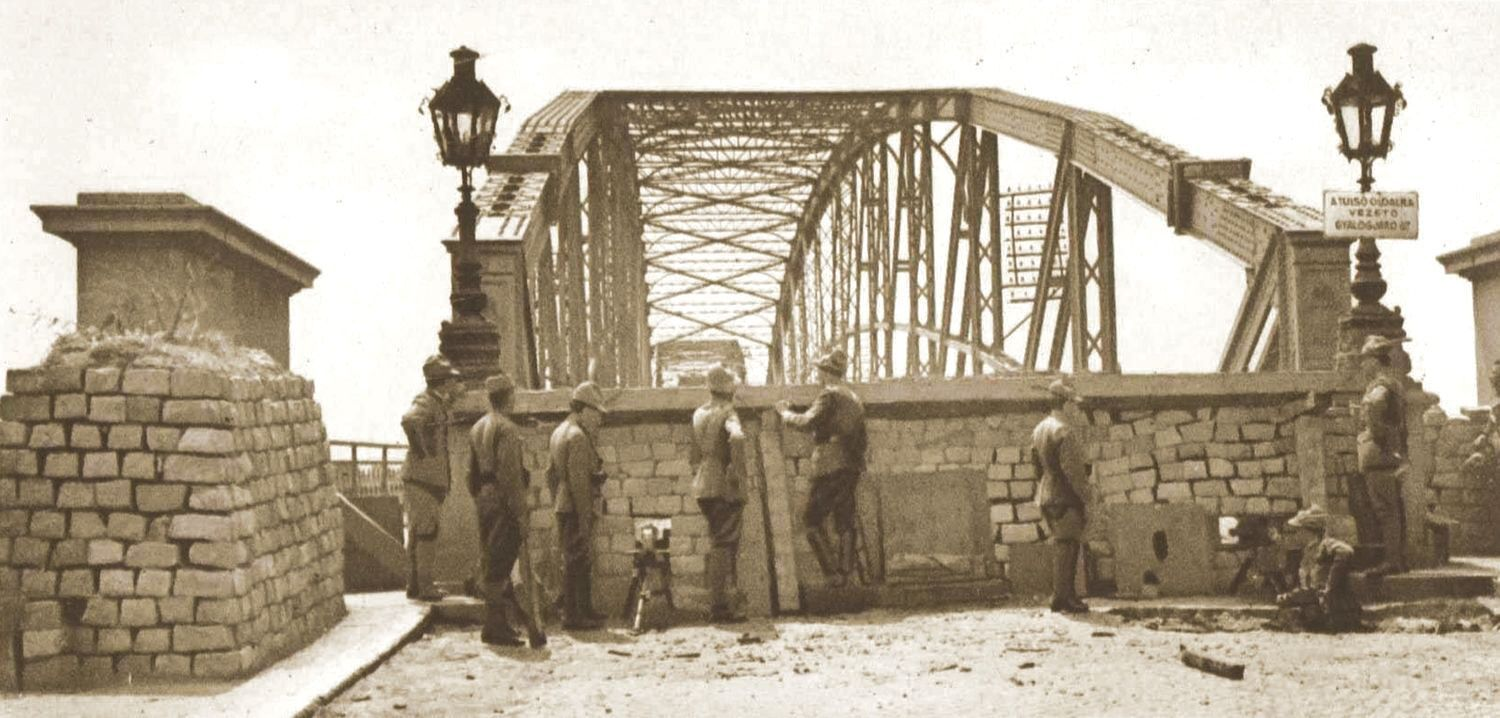
Stráž čs. legií na mostě v Komárně
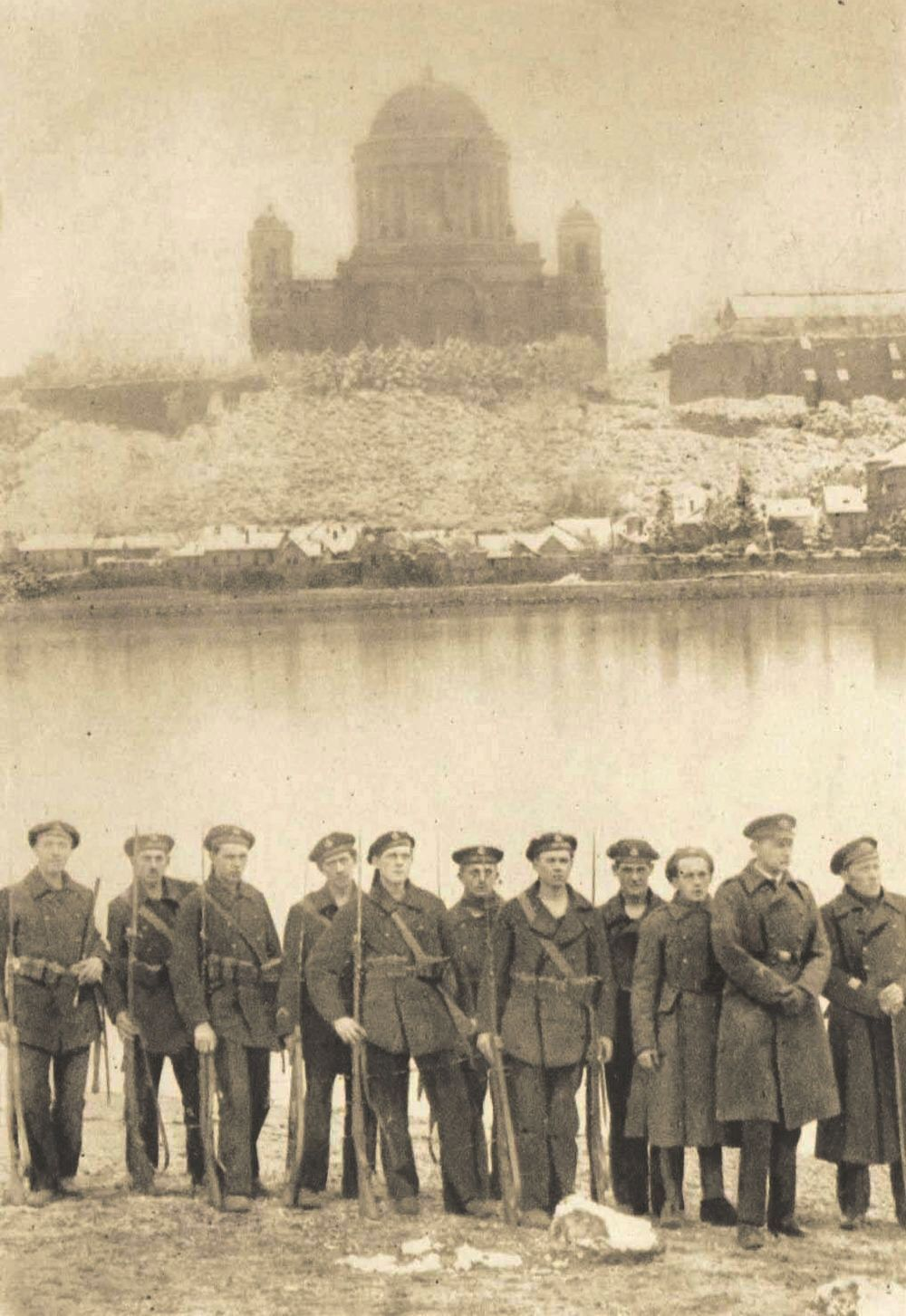
Čs. námořníci v dnešním Štúrovu, v pozadí maďarská Ostřihom
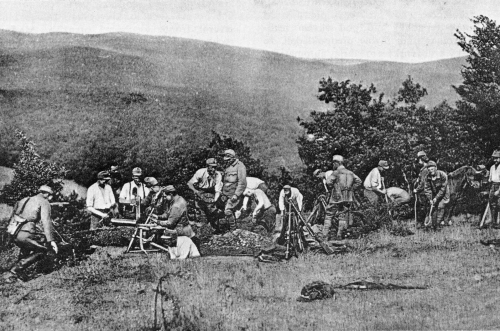
Čs. vojáci v bojích s maďarskou Rudou armádou